# 白脉犁头尖
白脉犁头尖（学名：Typhonium albidinervum）为天南星科犁头尖属的植物，为中国的特有植物。分布于中国大陆的广东等地，目前尚未由人工引种栽培。